# Carl-Heinz Schroth

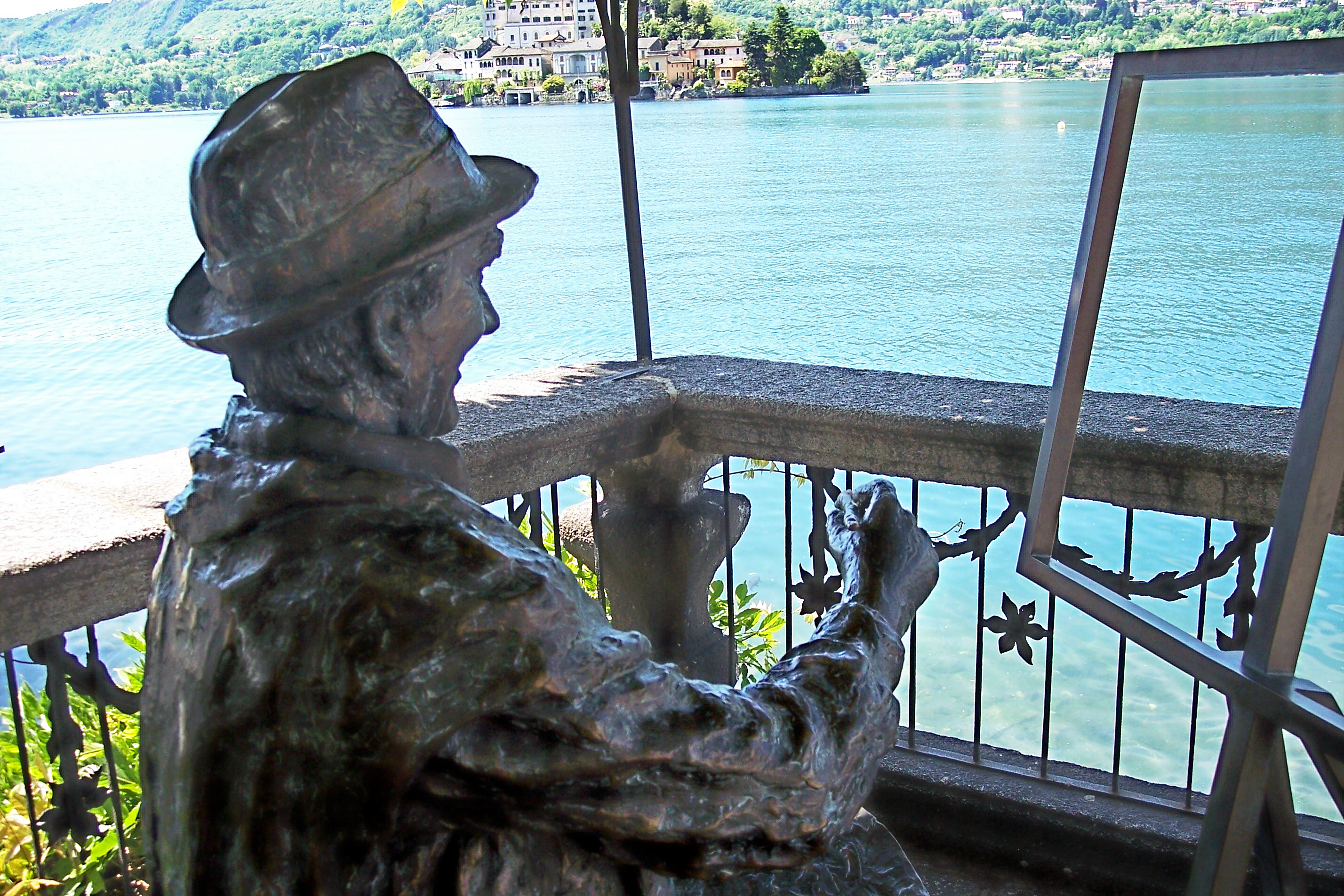
Denkmal für Carl-Heinz Schroth als Maler am Ortasee in Oberitalien, 2005

Carl-Heinz Schroth (auch: Karl-Heinz, Carl Heinz oder Karl Heinz; * 29. Juni 1902 in Innsbruck, Österreich-Ungarn; † 19. Juli 1989 in München) war ein österreichisch-deutscher Schauspieler, Regisseur, Hörspiel- und Synchronsprecher.

## Leben
Carl-Heinz Schroth wuchs in einer Künstlerfamilie auf: Seine Mutter Else von Ruttersheim war Schauspielerin in Wien, sein Vater Heinrich Schroth ein bekannter Bühnendarsteller und Dandy aus Pirmasens, der in Berlin Karriere gemacht hat. Schroths Stiefmutter war die berühmte Schauspielerin Käthe Haack, seine Halbschwester die später ebenfalls als Darstellerin erfolgreiche Hannelore Schroth. Schroths Eltern trennten sich früh, und er verlebte seine Schulzeit bei einer Tante, einer Opernsängerin, in Bozen.
Schroth studierte Rechts-, Literatur- und Theaterwissenschaften in München und nahm Schauspielunterricht bei Arnold Marlé. 1922 erhielt er ein erstes Engagement in Frankfurt/Oder, wo er einerseits in Stücken wie Schillers Fiesko, aber auch in Peterchens Mondfahrt zu sehen war. Danach verdingte er sich zunächst zeitweise bei Wanderbühnen und spielte in den folgenden Jahren an Theatern in Brünn, Düsseldorf, Hamburg, Wien und Berlin. Klein von Statur und als junger Mann von koboldartigem Aussehen, verkörperte er bereits früh ältere Personen und Chargenrollen. Gelegentlich übernahm er auch kleinere Regiearbeiten.
1927 kam er durch Vermittlung der renommierten Schauspielerin Mirjam Horwitz an die jungen Hamburger Kammerspiele und übernahm die Titelrolle in Der Revisor von Nikolai Gogol, die nach eigenem Bekunden eine der wichtigsten Rollen seines Lebens blieb. Bereits eine tragende Rolle spielte er 1931 in der Filmoperette Der Kongreß tanzt (1931, Regie: Erik Charell) als Pepi neben Lilian Harvey und Willy Fritsch.
Auch während der Zeit des Nationalsozialismus war Schroth weiterhin in Deutschland und Österreich als Schauspieler tätig. Ab 1937 spielte er abwechselnd an den Münchner Kammerspielen und am Deutschen Theater in Berlin. Er drehte eine Handvoll Filme und wirkte 1945 vor Kriegsende in der letzten Produktion der von Joseph Goebbels 1942 gleichgeschalteten deutschen Filmwirtschaft überhaupt mit: Shiva und die Galgenblume (Regie: Hans Steinhoff mit Hans Albers in der Hauptrolle, hergestellt in Prag, blieb unvollendet). Schroth stand 1944 in der Gottbegnadeten-Liste des Reichsministeriums für Volksaufklärung und Propaganda.
Schroth distanzierte sich in seinen Memoiren später von diesen Tätigkeiten. Nach dem Krieg lebte Schroth mit seiner Frau Ruth Hausmeister und Kind in Berlin, zunächst unter schwierigen Bedingungen. Bei seiner Stiefmutter Käthe Haack und Halbschwester Hannelore Schroth kam die Familie in einem Keller unter, Schroth musste sich als Schwarzmarkthändler durchschlagen. Ein erstes Theaterengagement verschaffte ihm sein langjähriger Kollege Viktor de Kowa, an dessen neu gegründetem West-Berliner Boulevardtheater Tribüne. Dem Boulevard blieb der Schauspieler in den folgenden vier Jahrzehnten seiner Karriere treu.
Während der späten 1940er- und 1950er-Jahre spielte Carl-Heinz Schroth in einigen recht erfolgreichen Filmen kleinere Rollen, aber auch ausgebaute Nebenrollen wie Diener, Sekretäre, Hausfreunde, Kleinganoven und Zirkusleute mit Humor und Herz. Sein bekanntester Film aus dieser Zeit ist Wenn der Vater mit dem Sohne (1955, Regie: Hans Quest) mit Heinz Rühmann und Oliver Grimm; Schroth spielt darin den Clown Peepe. Nach 1960 drehte Schroth keine Kinofilme mehr.
Als Hörspielsprecher war er in einer großen Anzahl von Produktionen unterschiedlicher Genres zu hören. Ende der 1950er-Jahre hatte Schroth großen Erfolg mit der 51 Folgen umfassenden Reihe um den „größten Verbrecher seit der Erfindung Chicagos“ Dickie Dick Dickens des Bayerischen Rundfunks unter der Regie von Walter Netzsch, nach den Romanen von Rolf und Alexandra Becker, ebenso wie mit der Hörspielreihe Gestatten, mein Name ist Cox, in dem er ebenfalls die Hauptrolle sprach. Die ersten beiden Staffeln, die 1952 und 1954 vom NWDR Hamburg unter der Regie von Hans Gertberg produziert wurden, gehörten zu den ersten Straßenfegern im deutschen Rundfunk.
In den 1950er- und 1960er-Jahren führte der Schauspieler auch gelegentlich Regie bei deutschen Film- und Fernsehproduktionen. Zu seinen bekanntesten Regiearbeiten zählt der Film Fräulein vom Amt (1954) mit Renate Holm und Georg Thomalla nach einer literarischen Vorlage von Curth Flatow; das Drehbuch 1954 verfasste Schroths dritte Ehefrau und Kollegin Karin Jacobsen.
Sein Bekanntheitsgrad erhöhte sich durch verschiedene Fernsehproduktionen, so durch die frühe Satire Orden für die Wunderkinder von Rainer Erler (1963) mit Edith Heerdegen, in der die Orden-Sucht der Deutschen satirisch thematisiert wurde. Schroth und Heerdegen traten darüber hinaus verschiedentlich in gemeinsamen Filmen auf. So entstand aus der Spezialreihe Die Alten kommen des ZDFs, in der Schroth und Heerdegen Charaktere älterer Menschen mit seltener Komik spielten, die genannte Serie Jakob und Adele. Erst nach Heerdegens Tod zu Beginn der Produktion und somit vor der Erstausstrahlung der Reihe ging das Angebot für die weibliche Hauptrolle an Brigitte Horney.
Einen hohen Bekanntheitsgrad erreichte Carl-Heinz Schroth erst im Alter. Verschmitzt und mit hintergründigem Humor wurde er über Jahre zum Inbild des vitalen, humorvollen Seniors und eine feste Größe auf dem deutschen Fernsehbildschirm. Seit Ende der 1950er-Jahre war er in Familiengeschichten, Kriminalkomödien, aber auch ernsthaften Fernsehinszenierungen wie Der Strafverteidiger (1961, Regie: Franz Josef Wild) neben Eric Pohlmann und Barbara Rütting zu sehen. In späteren Jahren trat er auch häufiger in Serien wie Derrick oder Die Schwarzwaldklinik auf. Als Gastgeber führte er durch die Reihe Meine schwarze Stunde, in der er Grusel- und Schauergeschichten präsentierte.
Von den Fernsehproduktionen seiner späteren Jahre bleibt die Aufzeichnung von Harold Pinters Theaterstück Niemandsland unter der Regie von Boy Gobert (1975) mit Richard Münch erwähnenswert wie auch seine Darstellung des Willie Clark in dem Fernsehfilm Sonny Boys (1982) mit Johannes Heesters als Al Lewis nach dem Erfolgsstück von Neil Simon (Regie: Rolf von Sydow). Daneben bleibt vor allem seine Mitwirkung in Fernsehserien wie Alle Hunde lieben Theobald (1969) und Jakob und Adele (von 1981 bis 1989) mit Brigitte Horney in Erinnerung.
Als Synchronsprecher lieh er unter anderen Oskar Homolka (in Treffpunkt Moskau), Wilfrid Hyde-White (in Konflikt des Gewissens) und Eric Pohlmann (in So etwas lieben die Frauen) seine Stimme.
Der Schauspieler hatte sich in den siebziger Jahren im norditalienischen Vacciago di Ameno am Ortasee im Piemont niedergelassen. Er war viermal verheiratet: mit Carola Krauskopf, Ruth Hausmeister, Karin Jacobsen und zuletzt mit Barbara Hutterer. Aus der Ehe mit Ruth Hausmeister stammen die beiden Töchter Sabine (* 1940) und Katharina (* 1945); aus der Ehe mit Karin Jacobsen stammt der Sohn Axel Schroth (* 1950).
Wenige Jahre vor seinem Tod veröffentlichte Carl-Heinz Schroth zwei Bände mit Lebenserinnerungen. Er starb im Alter von 87 Jahren  in München kurz nach Abschluss der Dreharbeiten zu dem Fernsehfilm Geld macht nicht glücklich. Er liegt auf dem Münchner Nordfriedhof begraben (Grab Nr. 66-1-6).
Sein schriftlicher Nachlass befindet sich im Archiv der Akademie der Künste in Berlin.

## Filmografie

### Als Darsteller
Kinofilme 
- 1922: Nathan der Weise
- 1931: Der Kongreß tanzt
- 1937: Gauner im Frack
- 1937: Die Korallenprinzessin
- 1941: Krach im Vorderhaus
- 1941: Ins Grab kann man nichts mitnehmen
- 1944/48: Frech und verliebt
- 1944/49: Der große Fall
- 1944/50: Vier Treppen rechts
- 1944/52: Das Mädchen Juanita
- 1945: Shiva und die Galgenblume (unvollendet)
- 1948: Morituri
- 1949: Die letzte Nacht
- 1949: Die Freunde meiner Frau
- 1949: Derby
- 1949: Schatten der Nacht
- 1950: Export in Blond
- 1950: Meine Nichte Susanne
- 1950: Der Schatten des Herrn Monitor
- 1950: Die Sterne lügen nicht
- 1950: Furioso
- 1950: Pikanterie
- 1951: Engel im Abendkleid
- 1951: Die Dubarry
- 1952: Die Stimme des Anderen
- 1952: Tanzende Sterne
- 1953: Vergiß die Liebe nicht
- 1954: Mädchen mit Zukunft
- 1955: Die Stadt ist voller Geheimnisse
- 1955: Wie werde ich Filmstar?
- 1955: Wenn der Vater mit dem Sohne
- 1959: Liebe auf krummen Beinen
- 1960: Das hab’ ich in Paris gelernt

 Fernsehfilme 
- 1952: Wolken sind überall
- 1957: Mammis Wanderjahre (auch Regie)
- 1958: Dr. med. Hiob Praetorius
- 1958: Unser Herr Vater
- 1960: Der eingebildete Kranke
- 1960: Philomena Marturano
- 1960: Zauber der Jugend (auch Regie)
- 1961: Familienpapiere
- 1961: Biographie und Liebe (auch Regie)
- 1961: Der Strafverteidiger
- 1962: Cecil… oder die Schule der Väter
- 1962: Annoncentheater
- 1963: Orden für die Wunderkinder
- 1963: Die Grotte
- 1963: Die Rache des Jebal Deeks
- 1965: Götterkinder
- 1965: Das Traumhaus
- 1965: Unsterblichkeit mit Marschmusik
- 1965: Nachruf auf Egon Müller
- 1965: Tu das nicht, Angelika (auch Regie)
- 1966: Das ganz große Ding
- 1966: Das Experiment
- 1966: Intercontinental Express (Serie), Folge: Was kosten Sie, Herr Kommissar?
- 1967: Neapolitanische Hochzeit (auch Co-Regie)
- 1967: Heiraten ist immer ein Risiko
- 1969–1970: Alle Hunde lieben Theobald (Serie)
- 1971: Die seltsamen Abenteuer des geheimen Kanzleisekretärs Tusmann
- 1972: Alexander Zwo (Sechsteiler)
- 1974: Tagebuch eines Wahnsinnigen
- 1974: Strychnin und saure Drops
- 1976: Hund im Hirn
- 1976: Derrick (Serie), Folge: Ein unbegreiflicher Typ
- 1978: Karschunke und Sohn (Serie)
- 1978: Ein Hut von ganz spezieller Art
- 1979: Die Alten kommen
- 1979: Wer anderen eine Grube gräbt
- 1981: Einfach Lamprecht (Serie)
- 1982: Champagnerkomödie
- 1982: Und das zum 80. Geburtstag
- 1982: Die feine englische Art (Serie)
- 1982–1989: Jakob und Adele (Serie)
- 1982: Sonny Boys
- 1984: Er-Goetz-liches
- 1984: Meine schwarze Stunde
- 1984: Heiraten ist immer ein Risiko
- 1985: Die Schwarzwaldklinik (Serie), Folge: Der Mann mit dem Koffer
- 1986: Das Geheimnis von Lismore Castle
- 1987: Lang soll er leben
- 1987: Der Fälscher
- 1988: Spätes Glück nicht ausgeschlossen
- 1988: Der Professor und sein Hund
- 1989: Ede und das Kind
- 1989: Jakob – oder Liebe hört nicht auf
- 1989: Geld macht nicht glücklich
- 1989: Seine beste Rolle

### Als Regisseur
- 1953: Der Hund im Hirn (Fernsehkurzfilm)
- 1954: Männer im gefährlichen Alter
- 1954: Fräulein vom Amt
- 1954: Die verschwundene Miniatur
- 1955: Griff nach den Sternen
- 1957: Mammis Wanderjahre (Fernsehen)
- 1960: Zauber der Jugend (Fernsehen)
- 1961: Wege des Zufalls (Fernsehen)
- 1961: Quadrille (Fernsehen)
- 1961: Biographie und Liebe (Fernsehen)
- 1963: Die volle Wahrheit (Fernsehen)
- 1963: Ich liebe Dich (Fernsehen)
- 1964: Mit besten Empfehlungen (Fernsehen)
- 1965: Simone, der Hummer und die Ölsardine (Fernsehen)
- 1965: Tu das nicht, Angelika (Fernsehen)
- 1967: Neapolitanische Hochzeit (Fernsehen, Co-Regie)

## Hörspiele
- 1952: Malcolm F. Browne: Gestatten, mein Name ist Cox. – Regie: Hans Gertberg (Hörspiel – NWDR)
- 1953: Wolfgang Hildesheimer: Begegnung im Balkanexpress. – Regie: Gert Westphal (Hörspiel – NWDR)
- 1957/58: Rolf und Alexandra Becker: Dickie Dick Dickens. – Regie: Walter Netzsch (Hörspiel – BR)[5]

## Werke
- Keine Angst vor schlechten Zeiten. Geschichte meines Lebens. Herbig 1984; 6. Auflage, Ullstein 1992, ISBN 3-7766-1330-0.
- Was ich noch vergessen hatte. Herbig 1987; Neuauflage: Ullstein 1990, ISBN 3-548-22232-3.

## Auszeichnungen
- 1982: Goldene Kamera
- 1985: Curt-Goetz-Ring
- 1985: Silbernes Blatt der Dramatiker Union
- 1987: Telestar
- 1987: Filmband in Gold für langjähriges und hervorragendes Wirken im deutschen Film